# Liste des sites et monuments au Maroc
La liste des sites et monuments au Maroc présente les sites de valeur historique et culturelle qui sont classés par le ministère de la culture Marocain. 
Le ministère a classé les sites et monuments nationaux en deux listes principales. Une liste pour les monuments classés et une autre pour les bâtiments inscrits. Une troisième est possible pour les muséales inscrites. 
| City        | Liste des monuments                |
| ----------- | ---------------------------------- |
| Agadir      | Liste des monuments d'Agadir       |
| Asilah      | Liste des monuments d'Asilah       |
| Azilal      | Liste des monuments d'Azilal       |
| Casablanca  | Liste des monuments de Casablanca  |
| Chefchaouen | Liste des monuments de Chefchaouen |
| El Hajeb    | Liste des monuments d'El Hajeb     |
| El Jadida   | Liste des monuments d'El Jadida    |
| Errachidia  | Liste des monuments d'Errachidia   |
| Essaouira   | Liste des monuments d'Essaouira    |
| Fès         | Liste des monuments de Fès         |
| Figuig      | Liste des monuments de Figuig      |
| Guelmim     | Liste des monuments de Guelmim     |
| Marrakech   | Liste des monuments de Marrakech   |
| Meknès      | Liste des monuments de Meknès      |
| Mehdia      | Liste des monuments de Mehdia      |
| Nador       | Liste des monuments de Nador       |
| Ouarzazate  | Liste des monuments de Ouarzazate  |
| Oujda       | Liste des monuments d'Oujda        |
| Rabat       | Liste des monuments de Rabat       |
| Safi        | Liste des monuments de Safi        |
| Salé        | Liste des monuments de Salé        |
| Sidi Kacem  | Liste des monuments de Sidi Kacem  |
| Sidi Ifni   | Liste des monuments de Sidi Ifni   |
| Tanger      | Liste des monuments de Tanger      |
| Taroudant   | Liste des monuments de Taroudant   |
| Tata        | Liste des monuments de Tata        |
| Taza        | Liste des monuments de Taza        |
| Tétouan     | Liste des monuments de Tetouan     |
| Tiznit      | Liste des monuments de Tiznit      |
| Zagora      | Liste des monuments de Zagora      |